# Раселвил (Арканзас)
Раселвил (енгл. Russellville) град је у америчкој савезној држави Арканзас.

## Демографија
По попису из 2010. године број становника је 27.920, што је 4.238 (17,9%) становника више него 2000. године.
| Група             | 2000.          | 2010.          |
| Белци             | 20.938 (88,4%) | 22.060 (79,0%) |
| Афроамериканци    | 1.232 (5,2%)   | 1.536 (5,5%)   |
| Азијати           | 279 (1,2%)     | 433 (1,6%)     |
| Хиспаноамериканци | 773 (3,3%)     | 3.279 (11,7%)  |
| Укупно            | 23.682         | 27.920         |